# Rhodofomitopsis
Rhodofomitopsis — рід грибів родини Fomitopsidaceae. Назва вперше опублікована 2016 року.